# Докторант, ещё не представивший диссертации (All but dissertation)
«Докторант, ещё не представивший диссертации» (All But Dissertation) — это термин, обозначающий этап в процессе получения докторской степени в США и других странах. Использование этого термина подразумевает, что соискатель проделал необходимую подготовительную работу, сдал все предварительные квалификационные экзамены на получение докторской степени и выполнил все другие требования, за исключением требований к исследованиям, которые включают написание и защиту диссертации. Неофициально обозначение ABD также указывает на то, что человек уже не просто является докторантом; человек получил статус докторанта и продолжает активную работу над диссертацией.
Студент, достигший этого уровня, также может получить официальную степень кандидата философских наук или статус в нескольких учреждениях. Некоторые университеты, в том числе Колумбийский, Йельский и Университет Джорджа Вашингтон, могут присудить официальную степень магистра философии (MPhil) за эти достижения.
Использование термина ABD или аналогичного термина PhD (c) для кандидата наук (также PhD-c или PhDc) в качестве удостоверения было раскритиковано некоторыми авторами как потенциально вводящее в заблуждение, поскольку эти термины не широко понимаются за пределами академических кругов или за пределами США.